# Cyclobarbital
Cyclobarbital, còn được gọi là cyclobarbitol hoặc cyclobarbitone, là một loại thuốc có nguồn gốc barbiturat. Nó chủ yếu có sẵn trong sự kết hợp liều cố định với diazepam dưới tên thương hiệu Reladorm (100 mg cyclobarbital + 10   mg diazepam) và được sử dụng để điều trị chứng mất ngủ ở Nga.